# Léo Vincent
Léo Vincent (Vesoul, 6 novembre 1995) è un ex ciclista su strada francese, attivo come professionista dal 2017 al 2020.

## Palmarès
- 2015 (C.C. Étupes)

4ª tappa Ronde de l'Isard d'Ariège (Foix > Saint-Girons)
5ª tappa Tour des Pays de Savoie (Modane > Valmeinier)
- 2016 (C.C. Étupes)

1ª tappa Boucles du Haut-Var
2ª tappa Tour du Jura
Classifica generale Tour du Jura
- 2021 (C.C. Étupes)

2ª tappa Tour du Loiret

### Altri successi
- 2017 (FDJ)

Classifica giovani Tour La Provence

## Piazzamenti

### Grandi Giri
- Vuelta a España

2018: 77º

### Classiche monumento
- Liegi-Bastogne-Liegi

2018: ritirato
- Giro di Lombardia

2018: ritirato

### Competizioni europee
- Campionati europei

Plumelec 2016 - In linea Under-23: 28º